# Иван Хаджимарчев
Иван Атанасов Хаджимарчев (1 декември 1897 – 8 януари 1957) е български белетрист.
Член е на Дружеството на детските писатели (1945) и на Съюзът на българските писатели. Изобразява с хумор социалната действителност между световните войни. Пише и под псевдонима Клетника Младен.

## Биография
Роден е на 1 декември 1897 г. в Чирпан, в семейството на занаятчия. На 10-годишна възраст остава сирак. През 1914 г. печата за пръв път във в. „К'во да е“.
В периода от 1923 до 1935 г. упражнява множество професии, включително вестникопродавец и тютюноработник. До 1944 г. е амбулантен фотограф. В периода преди 9 септември 1944 г. творчеството му се занимава главно със социално-психологическите проблеми на градския бит. Пише предимно едноактни комедии и разкази.
След 1944 г. работи като коректор в пионерския вестник „Септемврийче“ и като технически редактор за издателство „Народна младеж“.
През 1946 г. публикува най-известния си роман „Овчарчето Калитко“. В него обрисува образа на героичното партизанче. Тази и други негови детско-юношески творби се характеризират с романтичния патос на приключенските романи.

## Съчинения
- „Водовъртеж“, 1927 г. (роман под псевдонима Клетника Младен)
- „Ах, тези нередовни влакове!“, 1928 г. (едноактна комедия под псевдонима Клетника Младен)
- „Глад и мистерии“, 1928 г. (сборник разкази под псевдонима Клетника Младен)
- „Братовчедките. Изповед на един скъперник.“, 1929 г. (роман под псевдонима Клетника Младен)
- „Топла храна“, 1934 г. (роман)
- „Вуйчото“, 1935 г. (едноактна комедия)
- „Въздържатели“, 1935 г. (едноактна комедия)
- „Когато виното кипи“, 1935 г. (едноактна комедия)
- „Ловецът в банята“, 1935 г. (едноактна комедия)
- „Любовта ни прави слепи“, 1935 г. (едноактна комедия)
- „Мошон продава“, 1935 г. (едноактна комедия)
- „Невярната жена“, 1935 г. (едноактна комедия)
- „Старият вълк“, 1935 г. (сборник хумористични разкази)
- „Героят Калитко“, 1946 г. (пиеска)
- „Деца-герои“, 1946 г. (пиеска)
- „Овчарчето Калитко“, 1946 г. (роман)
- „Ти пръв уби!“, 1946 г. (драма в 4 действия)
- „Комисарят и Ко.“, 1947 г. (комедия в 4 действия)
- „Крим-бамболи“, 1947 г. (сборник разкази)
- „Номер тринадесети“, 1948 г. (комедия в 4 действия)
- „Спомени от пионерския лагер“, 1954 г. (повест)